# Stazione di Milano Porta Vittoria (1911)
La stazione di Milano Porta Vittoria era una stazione ferroviaria di Milano.

## Storia
Il piano di riordino ferroviario di Milano, varato all'indomani della costituzione delle FS nel 1905, e di cui l'opera maggiore era la costruzione della nuova stazione centrale, previde l'edificazione di una stazione per le merci a grande velocità presso Porta Vittoria, nei dintorni del nuovo mercato ortofrutticolo, che sorgeva sul sito ove poi venne ricavato parco Formentano.
I lavori, iniziati nel 1908, prevedevano la realizzazione di un grande fabbricato da adibire a uffici e di due magazzini al lato del fascio binari. La stazione avrebbe dovuto essere collegata alla nuova cintura ferroviaria, in direzione degli scali di Rogoredo e Lambrate, ma poiché i lavori per l'attivazione di questo collegamento procedevano a rilento, si decise di allacciarla provvisoriamente alla vecchia cintura.
La stazione fu attivata il 16 marzo 1911, dando "respiro" all'affollato scalo di Porta Romana; in seguito venne allacciata alla nuova cintura il 12 marzo 1918. Dopo la seconda guerra mondiale fu utilizzata anche per il servizio passeggeri locale diretto verso meridione (treni da e per Piacenza e Voghera), previa edificazione di un piccolo fabbricato viaggiatori all'angolo tra viale Umbria e via Giovanni Cena.
Il traffico passeggeri venne soppresso nel 1984; la stazione rimase servita da alcuni treni merci ed espressi con auto al seguito, fino alla sua completa dismissione nel 1991. La stazione venne formalmente soppressa il 12 dicembre 2004, all'atto dell'attivazione della nuova stazione di Milano Porta Vittoria, sotterranea e posta sul passante ferroviario, che era situata alcune centinaia di metri più ad est del vecchio scalo, a Calvairate.
Sull'area è in progetto la costruzione della Biblioteca europea di informazione e cultura (BEIC), il cui termine è previsto per il 2026.